# Diasemia
Diasemia is een geslacht van vlinders uit de familie van de grasmotten (Crambidae), uit de onderfamilie van de Spilomelinae. De wetenschappelijke naam van dit geslacht is voor het eerst voorgesteld door Jacob Hübner in een publicatie uit 1825.

## Soorten
- D. accalis (Walker, 1859)
- D. completalis Walker, 1866
- D. delosticha Turner, 1918
- D. disjectalis (Zeller, 1852)
- D. endoschista Meyrick, 1932
- D. grammalis Doubleday, 1843
- D. impulsalis (Walker, 1859)
- D. lepidoneuralis Strand, 1918
- D. lunalis Gaede, 1916
- D. monostigma Hampson, 1913
- D. reticularis (Linnaeus, 1761) - zwerfstreepmot
- D. shafferi Kirti, 1999
- D. trigonialis Hampson, 1913
- D. zebralis Maes, 2011